# Trachystola granulata
Trachystola granulata is een kever uit de familie van de boktorren (Cerambycidae). De wetenschappelijke naam van de soort werd voor het eerst geldig gepubliceerd in 1862 door Francis Polkinghorne Pascoe.